# João Sousa
João Pedro Coelho Marinho de Sousa (n. 30 martie 1989), cunoscut sub numele de João Sousa este un tenismen profesionist portughez. Cea mai bună clasare la simplu este locul 28 mondial, la 16 mai 2016 și la dublu, locul 26, la 13 mai 2019.  Clasat în permanență în top-100 din lume între iulie 2013 și martie 2021 și cu patru titluri de simplu ATP Tour, Sousa este adesea considerat cel mai bun jucător de tenis portughez al tuturor timpurilor.